# Siostry Soong
Siostry Soong (oryg. Song jia huang chao) – hongkoński dramat historyczny z 1997 roku oparty na życiu sióstr Soong. Akcja filmu dzieje się między 1911 a 1949 rokiem. Trzy tytułowe siostry poślubiły najważniejsze postacie historyczne podczas zakładania Republiki Chińskiej – Sun Yat-sena, Czang Kaj-szeka i K'ung Hsiang-hsi, przez co rodzina odgrywała dużą rolę w życiu politycznym współczesnych Chin. Film został wyreżyserowany przez Mabel Cheung, a w roli sióstr wystąpiły Maggie Cheung, Michelle Yeoh i Vivian Wu. Scenariusz napisał mąż Mabel Cheung – Alex Law.

## Fabuła
Film otwiera scena z dzieciństwa trzech sióstr Soong podczas późnej dynastii Qing. Ich ojciec, Charlie Soong, demonstruje bogactwo i prestiż swojej rodziny, prowadząc jedną z  największych firm drukarskich. Siostry wyjeżdżają do Stanów Zjednoczonych, aby uczęszczać do Wesleyan College w Macon w stanie Georgia.
Najstarsza z sióstr, Soong Ai-ling, jako pierwsza bierze ślub w 1914 roku. Jej mężem jest K'ung Hsiang-hsi, bogaty bankier i potomek Konfucjusza.
Sun Yat-sen jest zbiegiem słabnącego rządu Qing i mieszka na wygnaniu w Japonii. Poślubia Soong Ching-ling, pomimo surowego sprzeciwu ze strony jej ojca. Po obaleniu dynastii Qing w 1911 roku przez rewolucję Xinhai Sun zostaje pierwszym tymczasowym prezydentem Republiki Chińskiej i zakłada Kuomintang (Partię Nacjonalistyczną). Sun umiera na raka wątroby w 1925 roku i pozostawia żonę z pragnieniem zjednoczenia Chin.
Czang Kaj-szek zastępuje Sun Yat-sena na stanowisku nowego wodza Kuomintangu. W 1927 roku poślubia Soong Mei-ling, najmłodszą z trzech sióstr. Para Czangów przeciwstawia się Partii Komunistycznej. Owdowiała Soong Ching-ling często kłóci się z rodziną, oskarżając Czang Kaj-szeka i jego zwolenników o prześladowanie komunistów i utrudnianie zjednoczenia Chin. Opuszcza Kuomintang i otwarcie wyraża sprzeciw wobec Chang.
Podczas gdy Kuomintang i komuniści walczą ze sobą, Cesarstwo Japonii wykorzystuje sytuację, by najechać Chiny. W 1936 roku Chang Kai-shek zostaje porwany przez Zhanga Xuelianga podczas incydentu Xi'an. Jest zmuszony zawrzeć pokój z komunistami i skupić się na walce z japońskimi najeźdźcami, co prowadzi do drugiej wojny chińsko-japońskiej. Chińska wojna domowa trwa po kapitulacji Japonii w 1945 roku do końca 1949 roku.
Film kończy się prawdziwym nagraniem i pokazuje, jak Kuomintang przenosi rząd Republiki Chińskiej na Tajwan oraz przywódcę komunistycznego Mao Zedonga proklamującego w Pekinie 1 października 1949 roku Chińską Republikę Ludową.

## Obsada
- Maggie Cheung jako Song Qingling
- Michelle Yeoh jako Song Ailing
- Vivian Wu jako Song Meiling
- Winston Chao jako Sun Jat-sen
- Wu Hsing-kuo jako Czang Kaj-szek
- Jiang Wen jako Charlie Song
- Elaine Jin jako Ni Kwei-tsen (pani Soong)
- Niu Zhenhua jako Kong Xiangxi
- Liu Jin jako Zhang Xueliang

## Produkcja
Film miał swoją premierę na 47. MFF w Berlinie w 1997 roku.
Chociaż koncentruje się na polityce i postaciach politycznych Republiki Chińskiej, film pozostaje pod silnym wpływem chińskiej polityki lat 90. Jego premiera w 1997 roku zbiegła się w czasie z przekazaniem brytyjskiej suwerenności nad Hongkongiem Chińskiej Republice Ludowej.
Film nie trafił do kin w Stanach Zjednoczonych i Wielkiej Brytanii.